# Vilafortuny
Vilafortuny (auf Katalanisch und offizieller Name) ist eines der Wohngebiete in der Stadt Cambrils, einer Küstenstadt in Baix Camp, in der Provinz Tarragona, in Katalonien (Spanien). Sie wird im Osten von Salou und im Norden von Vila-seca begrenzt. Mit seinen 5.668 Einwohnern (Stand 2018) ist es eine der am dichtesten besiedelten Wohngegenden der Costa Dorada und der katalanischen Küste. 

## Geschichte
Die letzten im Gebiet gefundenen Überreste gehörten einem Stamm der Iberer, insbesondere den Cossetanos, deren alte Burg befindet sich heute noch dort befindet. Es gab auch eine Besiedlung von Iberern in Cambrils, die in Zusammenhang mit der Stadt Oleastrum gebracht werden kann.
Dank Funden wie etwa Steinblöcken gibt es Hinweise darauf, dass die Römer das Land bewohnt haben. Die letzten beiden Steine sind heute noch im Museum von Reus erhalten. Ein weiteres Indiz für Besiedlung durch die Römer ist die Existenz von römischen Grabsteinen, die im 12. Jahrhundert beim Bau der Burg verwendet wurden und in der Gegend verteilt waren.
Seit 1152 ist dokumentiert, dass Vilafortuny zur gleichen Zeit wie Cambrils gegründet wurde. Es war ein kleiner Stadtkern, der einige Jahrhunderte lang existierte und eine eigene Einheit hatte. Es befand sich an ebendem Ort, wo heute noch das Schloss und seine direkte Umgebung erhalten sind.
Im 18. Jahrhundert ging die Bevölkerung der Altstadt durch Piratenangriffe und Malaria-Fieber zurück, bis sie 1763 gänzlich unbewohnt war. Allerdings hatte Vilafortuny in der ersten Hälfte des 19. Jahrhunderts (1846) bereits wieder 40 ansässige Bürger, als es verwaltungstechnisch in die Stadt Cambrils integriert wurde.
Ende der 1950er Jahre erfolgte die Erweiterung des Stadtteils mit dem Bau von Hunderten von Häusern, die als Zweitwohnung genutzt werden sollten. Dadurch entstand eine ganz neue Landschaft, die aus weißen Häuser bestand, die in den ehemaligen Pinienwald gebaut wurden. Diese Investition wurde von der Firma Ruiz Mateos und CIA getätigt.

## Geographie

### Ort
Vilafortuny liegt an der Küste der Costa Dorada, im Nordosten von Cambrils. Der Ort liegt in einem Gebiet, das durch die Riera de Riudoms (Fluss Riudoms) im Westen, die Mittelmeer-Autobahn im Norden, die Mittelmeerküste im Süden und die Riera de Barenys (Salou) im Osten begrenzt ist, wobei dieser trockene Fluss ("riera" auf Katalanisch) die Grenze des Bajo Campo mit den Tarragonen darstellt.

### Geomorphologie
Die Ausdehnung des Landes weist in ihrem zentralen Teil einige kleine Erhebungen auf. Der zentrale Innenbereich (Nordwesten) ist der höchste Teil und erreicht seinen höchsten Punkt an der Kreuzung der Siedlung mit der Mittelmeer-Autobahn, wo ein alter Wachturm steht. Zwei trockene Flüsse befinden sich in der Nähe. Mehrere unterirdische Wasserleitungssysteme durchqueren das Land. Die fruchtbarsten Böden in der Region sind teilweise im Landesinneren und höher gelegen, da sie praktisch die einzigen sind, die für den Anbau verwendet werden können. Die Böden der Küstenregion sind etwas trockener und salzhaltiger, aber für verschiedene Arten der Vegetation geeignet. Im unteren Teil bilden 3 künstliche Sandstrände die Küstenlinie: Esquirol-Strand, Vilafortuny-Strand und Cap-de-Sant-Pere-Strand. Diese Strände sind  durch eine lange Strandpromenade verbunden, die von Cambrils nach Salou reicht. Diese bildet eine 1.760 Meter lange und 40 Meter breite Küstenlinie, die durch mehrere Stege und Wellenbrecher geschützt ist.

### Fauna und Flora
In dem gesamten Gebiet findet man die Pinie (Piñonero), die typisch für die Mittelmeerküste und die repräsentativste Baumart der Gegend ist. Diese ist in kleinen Gruppen in der Umgebung und an der Küste zu finden. Typische Bäume sind auch die aus nahe gelegenen Kulturen stammenden Johannisbrotbäume sowie Korkeichen, wilde Olivenbäume und Feigenbäume.

### Städtebau
Praktisch alle folgenden Gebiete (urbanizaciones) sind Teil verschiedener Besiedlungen oder Gemeinschaften mit Landschaftsräumen: Baronía, Castells de Vilafortuny, Els Miralls de Vilafortuny, Els Tallats, Els ametllers, Eurogolden, Jardins de Vilafortuny, Mas d'en Bosch, Los Olivos Elisabeth, Pinar de Vilafortuny, Proacosa, Reus Mediterráni, Urcavisa, Vilafortuny II und Vilafortuny Playa.

### Zugang
A 7 (Mittelmeer-Autobahn) Ausfahrt Cambrils-este.
Alte Vilaseca - Cambrils. Aus Richtung Vilaseca und Salou
Weg des "Mas d'en Bosc". Von Cambrils aus
Cavet de Barenys Straße. Aus Salou und Cambrils
Avenida Diputación (entlang der Küste). Aus Salou und Cambrils

## Sehenswürdigkeiten

### Schloss Vilafortuny
An der Avenida Vilafortuny gelegen und als Kulturerbe (Kulturerbe von nationalem Interesse in Katalonien) eingestuft, ist es eigentlich ein Verteidigungs- und Militärgebäude aus dem 12. Jahrhundert. Das Schloss befindet sich auf einer Anhöhe in Küstennähe. Der Seitenturm des Gebäudes namens Torre del Homenaje (Ehrenturm) ist ebenfalls ein Verteidigungsbauwerk. Die Anregung für den Bau entstammt der Renaissance. Darin befinden sich römische Inschriften, die vor dem Bau von Ramon Berenguer IV. im 12. Jahrhundert bestellten Burg entstanden sind.
Das Schloss wurde in den 1990er Jahren restauriert und wird heute für Hochzeiten, Taufen und Kommunionen genutzt. Seine Gesamtfläche beträgt 1.665 m².

### Kirche von Mas d'en Bosc
Die Kirche wurde erbaut aus den Resten der in 1194 erwähnten Kirchen Santa Maria de Barenys und Vilafortuny, die im 15. Jahrhundert von Berberkorsaren zerstört wurden. Erzbischof Cervantes von Gaeta genehmigte 1575 den Bau eines neuen Tempels, des Santa Maria del Mas d'en Bosc, der 1582 ebenfalls von Piraten nur geplündert und nicht zerstört wurde. Es handelt sich um ein kleines Gebäude aus der Renaissance, das auf der Westseite die Überreste eines kleinen alten Pfarrkirchhofs beherbergt, der von den Bewohnern von Barenys, Salou, Vilaseca, Vilafortuny und anderen kleinen Nachbarorten dank seines einfachen Zugangs am Ufer des Camino Real genutzt wurde. Das direkt vor der Einsiedelei gelegene Bauernhaus, der Mas d'en Bosc, wurde für die Pferde der Kutschen zur Erholung und zum Trinken von Wasser sowie als Gasthaus für Passanten genutzt.

### Pfarrkirche Santa María de Vilafortuny
Die Pfarrkirche ist in der gleichnamigen Straße gelegen und 1960 im neokolonialen Stil erbaut.

### Strände von Vilafortuny
Die Strände zeichnen sich durch ihre Promenade mit Palmen, Bänken und Fahrradwegen aus, die ganz Vilafortuny durchquert und die Küste von Salou bis Cambrils verbindet. Die meisten Strände sind ruhig und geräumig. Es sind zahlreiche Dienstleistungen vertreten:
öffentliche Verkehrsmittel, Rotes Kreuz, Restaurants, lokale Polizei, Reinigung der Strände, Duschen, Unterkünfte, Hängematten, nautische Vermietung, Kioske, Sonnenschirme, Kinderbereiche, Paseo Marítimo, Camping, Mülleimer, Brunnen etc.

### Festivals
Das Hauptfest findet am 14. und 15. August statt.